# 丸亀光
丸亀 光（まるがめ ひかる、男性、1989年11月17日 - ）は、日本のプロボクサー。竹原慎二&畑山隆則のボクサ・フィットネス・ジム所属。階級はスーパーバンタム級。広島県安芸郡府中町出身。

## 来歴

### アマチュア時代
父はボクシング経験者で、現在は広島市でグロービージムを主宰。崇徳高校時代にインターハイ・国体準優勝。
2008年、大学1年でチャレンジ!おおいた国体と全日本選手権2冠を達成。全日本選手権では決勝で同郷の上林巨人（日大）を破った。
2009年は世界選手権にも出場し、初戦突破。

### プロ時代
2013年、同じ府中町出身の竹原慎二が主宰し、全日本選手権決勝で戦った上林巨人も所属する竹原&畑山ジムに所属し、5月にB級プロテスト合格。
2013年7月29日、後楽園ホールにて加藤誠戦でプロデビュー対戦、2回TKO勝利。
2013年11月18日、2戦目はフィリピンスーパーバンタム級15位のローマン・カントと対戦、3-0の判定勝利。
2016年3月17日、後楽園ホールで阿部麗也とフェザー級8回戦で対戦し、0-3（75-78、73-79、72-80）で判定負けを喫した。
2017年12月3日、田中一樹に敗れボクシング引退。

## 戦績
- アマチュアボクシング：
- プロボクシング：10戦 6勝 (4KO) 3敗

| 戦           | 日付           | 勝敗 | 時間    | 内容     | 対戦相手                     | 国籍       | 備考           |
| ------------ | -------------- | ---- | ------- | -------- | ---------------------------- | ---------- | -------------- |
| 1            | 2013年7月29日  | ☆    | 2R 2:19 | TKO      | 加藤誠（三津山）             | 日本       | プロデビュー戦 |
| 2            | 2013年11月18日 | ☆    | 6R      | 判定3-0  | ローマン・カント             | フィリピン |                |
| 3            | 2014年12月15日 | ☆    | 2R      | TKO      | 岡畑良治（セレス）           | 日本       |                |
| 4            | 2015年04月22日 | ☆    | 8R      | 判定 3-0 | 宮坂航（角海老宝石）         | 日本       |                |
| 5            | 2015年07月27日 | ☆    | 2R      | KO       | ノン・シットサイトーン       | タイ       |                |
| 6            | 2015年10月19日 | △    | 10R     | 判定 1-1 | ジョナタン・バァト（カシミ） | 日本       |                |
| 7            | 2016年03月17日 | ★    | 8R      | 判定 0-3 | 阿部麗也（KG大和）           | 日本       |                |
| 8            | 2016年07月19日 | ★    | 8R      | 判定 0-3 | 臼井欽士郎（横浜光）         | 日本       |                |
| 9            | 2016年12月12日 | ☆    | 2R      | KO       | ペプシ・ウォーシェンサップ   | タイ       |                |
| 10           | 2017年12月03日 | ★    | 7R      | TKO      | 田中一樹（グリーンツダ）     | 日本       |                |
| テンプレート |                |      |         |          |                              |            |                |

## 獲得タイトル
アマチュア
- 第63回国民体育大会成年の部バンタム級優勝
- 第78回全日本選手権バンタム級優勝

## 受賞歴
- 平成20年度広島県体育・スポーツ知事表彰[8]